# José António de Castro
José António de Castro (Bragança, 15 de fevereiro de 1886 — Coimbra, Casa de Saúde de Santa Teresa, 26 de agosto de 1966), também conhecido por Monsenhor José de Castro, foi um sacerdote católico, monsenhor, que se destacou como diplomata e historiador. Foi membro da Academia Portuguesa da História. Monárquico, viveu catorze anos exilado no Brasil em consequência da sua adesão à Monarquia do Norte.

## Biografia
Nascido em Bragança, seguiu a carreira eclesiástica, sendo ordenado sacerdote em 1908. O jovem sacerdote foi nomeado pároco em Gimonde, funções que exercia aquando da implantação da República Portuguesa. Monárquico convicto, foi preso em 1911, acusado de ter transmitido informações aos monárquicos aquando da incursão de Henrique Mitchell de Paiva Couceiro em terras transmontanas no intuito de restaurar a monarquia.
Foi libertado pouco depois, mas optou pelo exílio, refugiando-se em Espanha, de onde passou ao Brasil, país onde permaneceu 14 anos. Trabalhou na cidade de São Paulo como jornalista dos periódicos A Cruz e Jornal do Brasil. Foi também professor no Colégio Nóbrega e no Ginásio São Carlos, do qual foi reitor. Paralelamente manteve a sua ação como sacerdote, tendo sido vigário da paróquia de Santo Eudóxio daquela cidade.

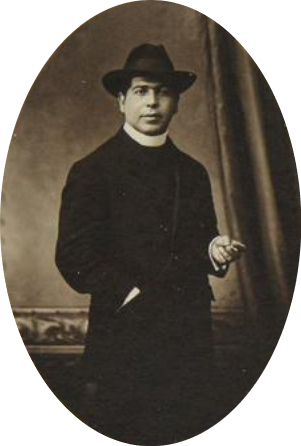
José de Castro em 1927

Regressou a Portugal em 1926, já implantado o regime da Ditadura Nacional. Em 1930 foi nomeado consultor eclesiástico da legação portuguesa junto da Santa Sé, fixando-se em Roma, onde se dedicou a estudar os documentos sobre temática portuguesa existentes nos Arquivos Secretos do Vaticano. A 28 de agosto de 1930, foi agraciado com o grau de Comendador da Ordem de Benemerência.
Em Roma foi diretor do Instituto Português de Santo António e correspondente do Jornal Novidades. Naquele periódico publicou uma longa série de Cartas de Roma, à semelhança da correspondência do Brasil que publicara no mesmo jornal enquanto residira em São Paulo.
O acesso aos arquivos da Santa Sé permitiram-lhe um longa e profunda investigação documental, da qual resultou o conhecimento de aspetos ignorados da história eclesial portuguesa, com destaque para a participação de portugueses nos trabalhos do Concílio de Trento.
Publicou também obras de caráter biográfico sobre personalidades como o rei D. Sebastião de Portugal, o cardeal D. Henrique de Portugal e o Prior do Crato. Porém, os seus trabalhos mais destacados versam a ação do bispo Dom Frei Bartolomeu dos Mártires no Concílio de Trento.
Publicou também uma minuciosa obra sobre a história da Diocese de Bragança-Miranda, rica em elementos referentes à sua criação e evolução.
Foi nomeado pelo papa Pio IX camareiro secreto do pontífice, com o título de monsenhor.
A 23 de novembro de 1951, foi agraciado com o grau de Comendador da Ordem Militar de Sant'Iago da Espada.

## Obras
Entre outras, é autor das seguintes monografias:
- A Roma e à Terra Santa. Lisboa, 1925;
- S. Francisco de Assis. Lisboa, 1926;
- Terras de S. Francisco. Lisboa, 1927;
- Portugal em Roma (2 volumes). Lisboa, 1939;
- As Comemorações Centenárias de Portugal em Roma. Lisboa, 1940;
- O Prior do Crato. Lisboa, União Gráfica, 1942;
- D. Sebastião e D. Henrique. Lisboa, 1942;
- O Cardeal Nacional. Lisboa, 1943;
- Portugal no Concílio de Trento (6 volumes). Lisboa, 1944-1946;
- Bragança e Miranda (bispado) (4 volumes). Porto : [s.n.], 1946-1951;
- As Aparições da Virgem Santíssima de Fátima. Porto, 1946;
- Associação de Socorros Mútuos dos Artistas de Bragança. Lisboa, 1946;
- Venerável Bartolomeu dos Mártires. Lisboa, 1946;
- A Santa e Real Casa da Misericórdia de Bragança. Lisboa, 1948;
- D. Frei Bartolomeu dos Mártires : e outros textos sobre o Venerável. Miranda : Diocese de Bragança-Miranda, 2014.